# Дейв Тротт
Девід «Дейв» Тротт (англ. David A. «Dave» Trott; нар. 16 жовтня 1960, Бірмінгем, Мічиган) — американський політик-республіканець, член Палати представників США з січня 2015 р.
У 1981 р. він закінчив Мічиганський університет в Енн-Арборі, а у 1985 р. отримав ступінь доктора права в Університеті Дюка у Дюремі (Північна Кароліна). Тротт працював адвокатом, був співвласником компанії Trott Sports & Entertainment і власником Trott Recovery Services. Він також був генеральним директором своєї компанії Trott & Trott PC, яка представляє, серед іншого, банки у процедурах банкрутства.